# Retchytsa
Retchytsa (en biélorusse : Рэчыца ; en łacinka : Rečyca) ou Retchitsa (en russe : Речица) est une ville de la voblast de Homiel ou Gomel, en Biélorussie, et le centre administratif du raïon de Retchytsa. Sa population s'élevait à 66 172 habitants en 2016.

## Géographie
Retchytsa est située sur la rive droite du Dniepr, à 41 km à l'ouest de Gomel.

## Histoire
Retchytsa est l'une des plus anciennes villes de Biélorussie. Les premières colonies de peuplement remontent à l'époque du Mésolithique (IXe  –  Ve siècle av. J.-C.). Elle a été habitée par la tribu slave des Drégovitches. En 1213, elle est mentionnée dans les Chroniques de Novgorod comme une ville de la principauté de Tchernigov. Elle intègre ensuite le grand-duché de Lituanie et devient une ville fortifiée à la frontière sud-est du grand-duché. En 1511, elle reçoit l'autonomie urbaine (droit de Magdebourg). Le troisième partage de la Pologne l'attribue à l'Empire russe, en 1795. En 1897, Retchytsa comptait une communauté juive de 5 334 personnes, soit 57,5 % de la population totale. Pendant la Seconde Guerre mondiale, Retchytsa fut occupée par l'Allemagne nazie du 23 août 1941 au 18 novembre 1943. Pendant l'occupation, plus de 5 000 habitants furent tués par les occupants, dont la quasi-totalité des Juifs, dont la communauté représentait 27 % de la population totale avant-guerre. Après la guerre la ville fut reconstruite et de nouvelles industries y furent implantées. Aujourd'hui, c'est un centre industriel (extraction de pétrole) et culturel de la voblast de Homiel.

## Population
Recensements (*) ou estimations de la population :
| 1897* | 1907   | 1923*  | 1926*  | 1939*  |
| ----- | ------ | ------ | ------ | ------ |
| 9 280 | 11 423 | 14 612 | 16 487 | 29 796 |

| 1959*  | 1970*  | 1979*  | 1989*  | 1999*  |
| ------ | ------ | ------ | ------ | ------ |
| 30 602 | 48 393 | 60 327 | 69 427 | 66 700 |

| 2009*  | 2013   | 2014   | 2015   | 2016   |
| ------ | ------ | ------ | ------ | ------ |
| 64 731 | 65 289 | 65 367 | 65 624 | 66 172 |

## Économie
Ses produits sont bien connus dans la CEI ainsi que dans d'autres pays. Elle produit des motomarines, des meubles, de la bière, qui sont exportés vers le Royaume-Uni, l'Allemagne, les Pays-Bas, la Suède et plusieurs pays africains.

## Jumelage
La ville est jumelée à :
- Ocnița (Moldavie)
- Bălți (Moldavie)
- Ceadîr-Lunga (Moldavie)
- Konin (Pologne)
- Satka (Russie)
- Lgov (Russie)
- Sourgout (Russie)
- Belek (Turquie)
- Prylouky (Ukraine)
- Myrhorod (Ukraine)
- Písek (Tchéquie)